# Janine Haines
Janine Haines (ur. 8 maja 1945 r., zm. 20 listopada 2004 r.) – australijska polityk.
Była pierwszą reprezentantką Partii Australijskich Demokratów w parlamencie federalnym od chwili powołania partii w 1977. Fotel senatora otrzymała z nominacji premiera rządu Australii Południowej Dona Dunstana po rezygnacji senatora Steele Halla; Haines zasiadała w Senacie do końca kadencji Halla w 1978, ponownie w latach 1980–1990.
W 1986 została przewodniczącą Partii Australijskich Demokratów, zastępując pierwszego lidera partii, Dona Chippa. Była w tym momencie pierwszą kobietą, która stanęła na czele partii politycznej w Australii. Kierowała australijskimi demokratami do 1990, kiedy zrezygnowała z mandatu senatorskiego i wystartowała bez powodzenia w wyborach do Izby Reprezentantów. Wkrótce po porażce w wyborach jej miejsce na czele partii zajęła Janet Powell.